# Jorunna tomentosa
Jorunna tomentosa é uma espécie de molusco pertencente à família Discodorididae.
A autoridade científica da espécie é Cuvier, tendo sido descrita no ano de 1804.
Trata-se de uma espécie presente no território português, incluindo a zona económica exclusiva.